# Dupuis
Dupuis – belgijskie wydawnictwo komiksowe i prasowe założone w 1922 roku, z siedzibą w Marcinelle koło Charleroi. Wydaje komiksy i magazyny po francusku i niderlandzku. Od 2004 roku wchodzi w skład grupy medialnej Média-Participations, obok takich wydawnictw komiksowych, jak Le Lombard i Dargaud. Wydaje znane również w Polsce serie komiksowe, np. Dallas Barr, Jeremiah, Smerfy, Largo Winch, Sprycjan i Fantazjusz